# هانس بوهلر
هانس بوهلر (انگلیسی: Hans Bühler; ۱۲ آوریل ۱۸۹۳ – ۱ ژوئن ۱۹۶۷) هنرمند، سوارکار پرش، و سوارکار اهل سوئیس بود.